# Classic Cher
Classic Cher es un espectáculo residencial de la artista estadounidense Cher, desarrollado en el teatro Park Theather del hotel Monte Carlo en Las Vegas y en el teatro del hotel MGM National Harbor en Washington D. C. Fueron programados varios conciertos hasta junio de 2017 para luego extenderse hasta mayo de 2018 debido a la alta demanda de boletería. Es el segundo espectáculo de estas características realizado por Cher, quien ya se había presentado previamente en el hotel Caesars Palace con Cher at the Colosseum, el cual contó con 192 conciertos realizados entre 2008 y 2011. El espectáculo se da tres años después de la cancelación de su gira Dressed to Kill Tour por problemas de salud.

## Lista de canciones
Canciones interpretadas por la cantante en su orden durante el concierto inaugural del 8 de febrero de 2017.
1. «Woman's World»
2. «Strong Enough»
3. «Gayatri Mantra»
4. «All or Nothing»
5. «The Beat Goes On»
6. «All I Really Want to Do»
7. «I Got You Babe»
8. «Gypsys, Tramps & Thieves»
9. «Dark Lady»
10. «Half-Breed»
11. «Welcome to Burlesque»
12. «Take Me Home»
13. «After All»
14. «Walking in Memphis»
15. «The Shoop Shoop Song (It's in His Kiss)»
16. «Bang Bang (My Baby Shot Me Down)» (Intermedio)
17. «I Found Someone»
18. «If I Could Turn Back Time»
19. «Believe»

## Galería

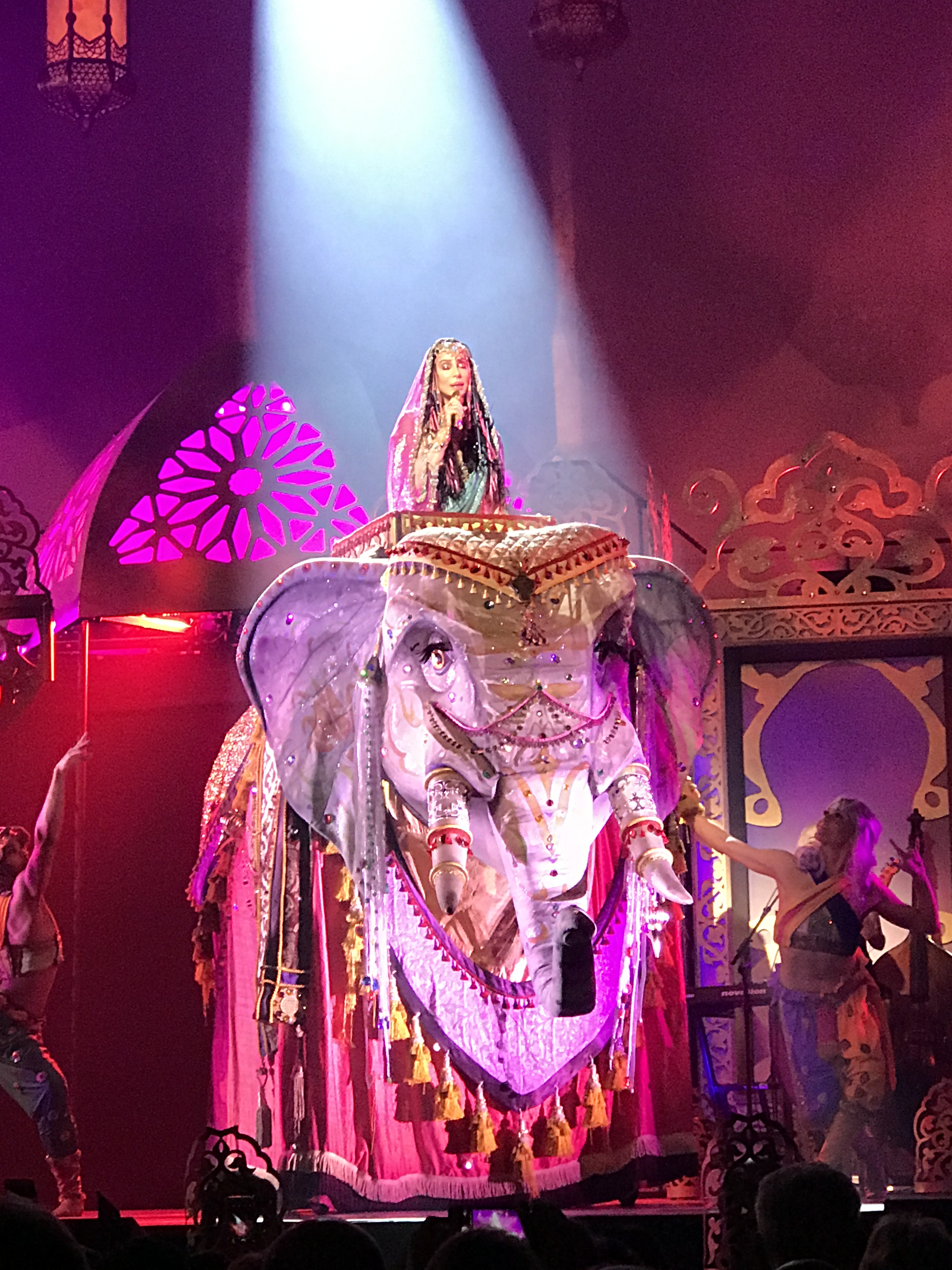
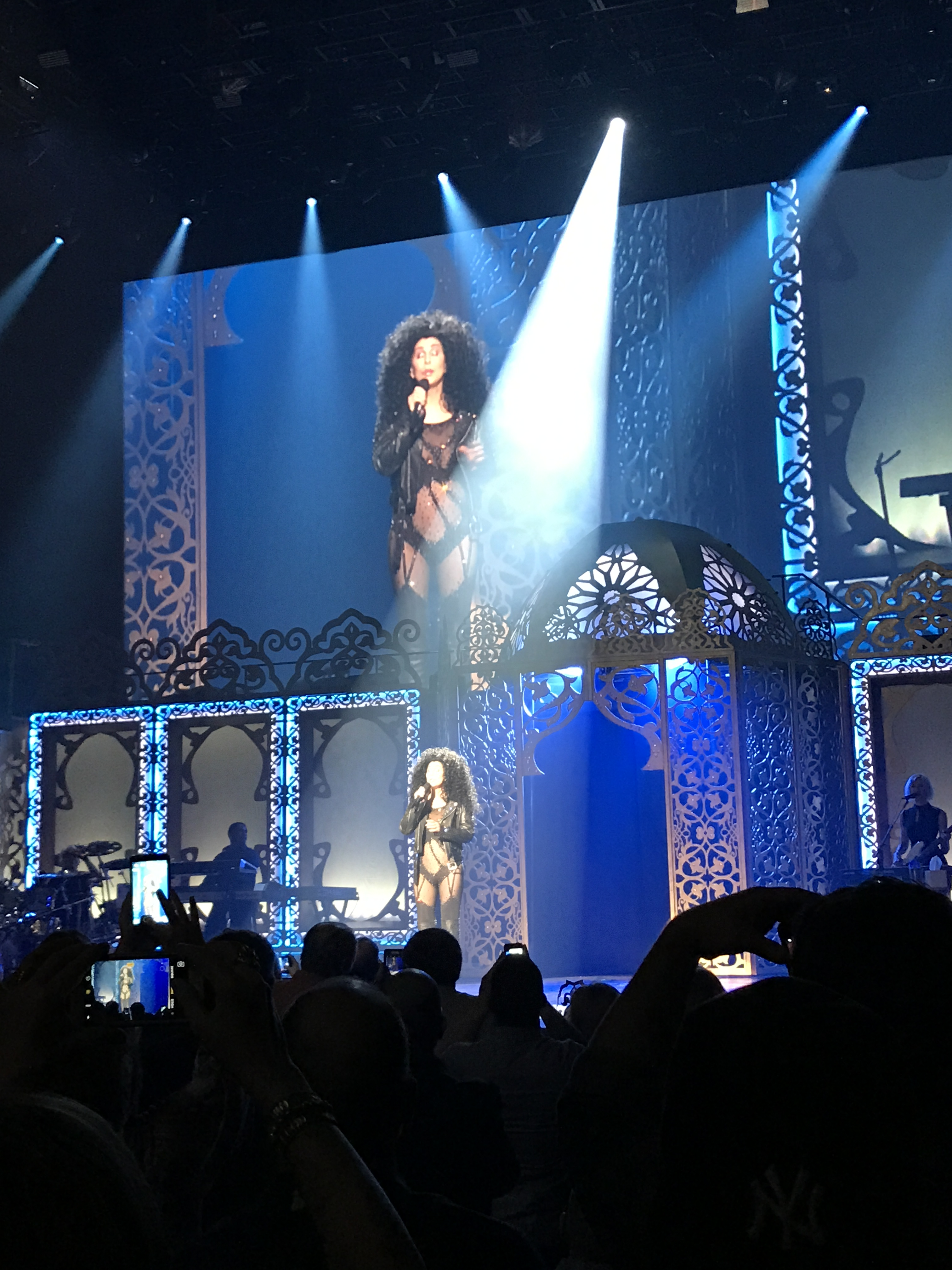
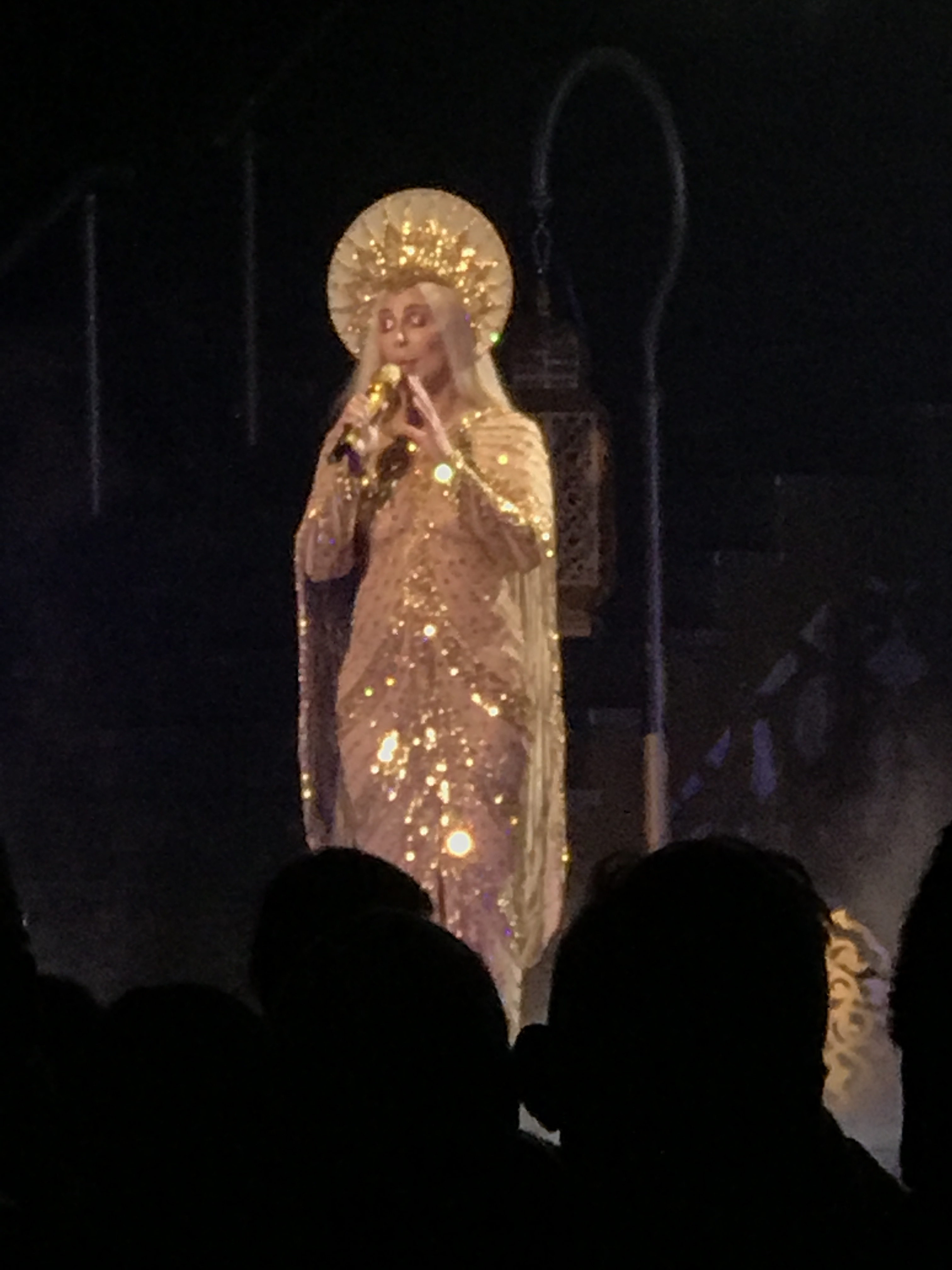
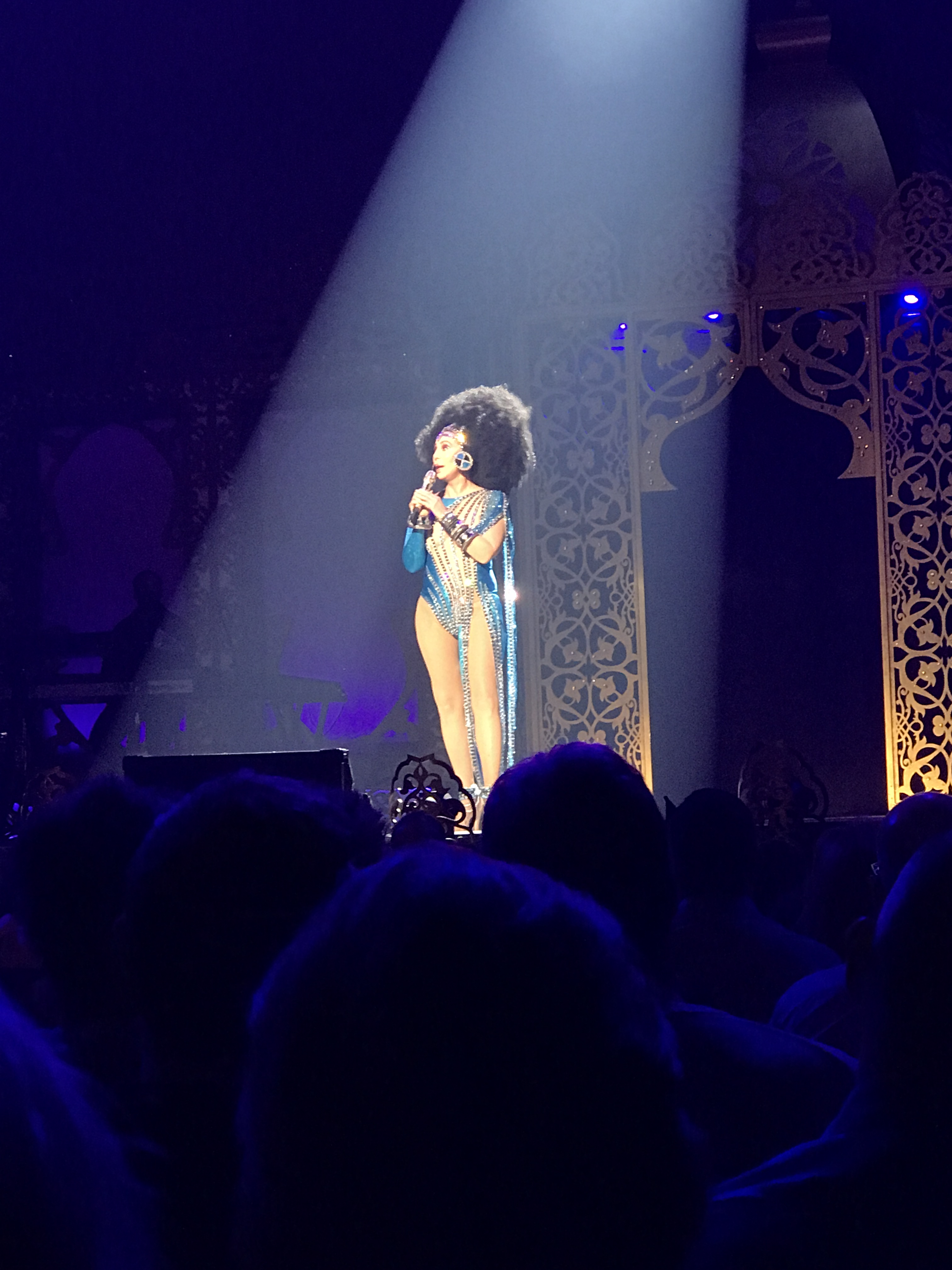
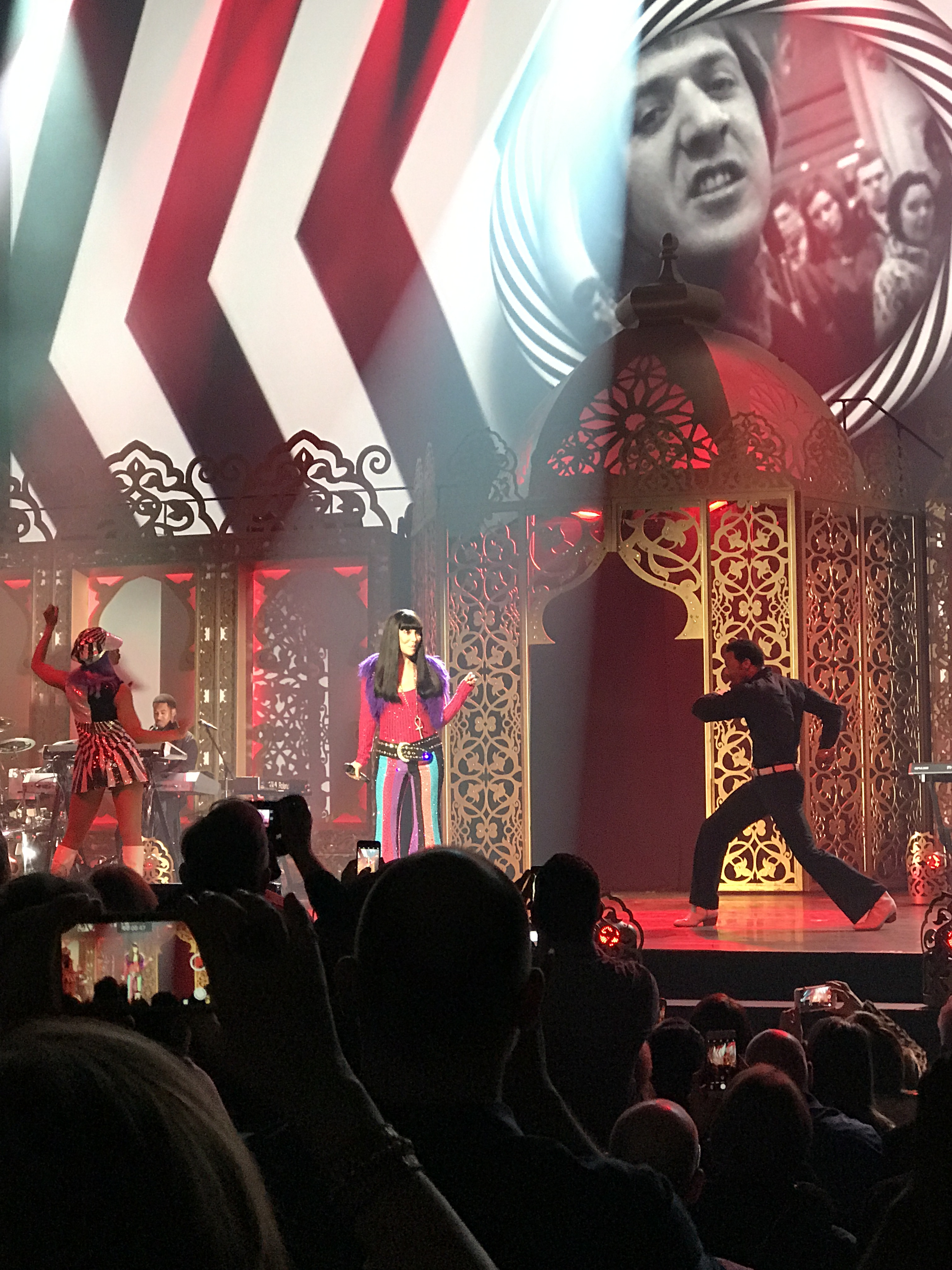

## Fechas
| 8 de febrero de 2017     | Las Vegas        | Park Theater at Monte Carlo Resort & Casino   | 13,671 / 15,325   | $1,599,900  |
| 10 de febrero de 2017    | Las Vegas        | Park Theater at Monte Carlo Resort & Casino   | 13,671 / 15,325   | $1,599,900  |
| 11 de febrero de 2017    | Las Vegas        | Park Theater at Monte Carlo Resort & Casino   | 13,671 / 15,325   | $1,599,900  |
| 14 de febrero de 2017    | Las Vegas        | Park Theater at Monte Carlo Resort & Casino   | 13,671 / 15,325   | $1,599,900  |
| 22 de febrero de 2017    | Las Vegas        | Park Theater at Monte Carlo Resort & Casino   | 13,671 / 15,325   | $1,599,900  |
| 24 de febrero de 2017    | Las Vegas        | Park Theater at Monte Carlo Resort & Casino   | 13,671 / 15,325   | $1,599,900  |
| 25 de febrero de 2017    | Las Vegas        | Park Theater at Monte Carlo Resort & Casino   | 13,671 / 15,325   | $1,599,900  |
| Etapa 2                  |                  |                                               |                   |             |
| 17 de marzo de 2017      | Washington D. C. | The Theater at MGM National Harbor            | 15,826 / 16,557   | $2,885,444  |
| 19 de marzo de 2017      | Washington D. C. | The Theater at MGM National Harbor            | 15,826 / 16,557   | $2,885,444  |
| 20 de marzo de 2017      | Washington D. C. | The Theater at MGM National Harbor            | 15,826 / 16,557   | $2,885,444  |
| 23 de marzo de 2017      | Washington D. C. | The Theater at MGM National Harbor            | 15,826 / 16,557   | $2,885,444  |
| 25 de marzo de 2017      | Washington D. C. | The Theater at MGM National Harbor            | 15,826 / 16,557   | $2,885,444  |
| 26 de marzo de 2017      | Washington D. C. | The Theater at MGM National Harbor            | 15,826 / 16,557   | $2,885,444  |
| Etapa 3                  |                  |                                               |                   |             |
| 3 de mayo de 2017        | Las Vegas        | Park Theater at Monte Carlo Resort & Casino   | 37,734 / 41,576   | $5,556,950  |
| 5 de mayo de 2017        | Las Vegas        | Park Theater at Monte Carlo Resort & Casino   | 37,734 / 41,576   | $5,556,950  |
| 6 de mayo de 2017        | Las Vegas        | Park Theater at Monte Carlo Resort & Casino   | 37,734 / 41,576   | $5,556,950  |
| 10 de mayo de 2017       | Las Vegas        | Park Theater at Monte Carlo Resort & Casino   | 37,734 / 41,576   | $5,556,950  |
| 12 de mayo de 2017       | Las Vegas        | Park Theater at Monte Carlo Resort & Casino   | 37,734 / 41,576   | $5,556,950  |
| 13 de mayo de 2017       | Las Vegas        | Park Theater at Monte Carlo Resort & Casino   | 37,734 / 41,576   | $5,556,950  |
| 17 de mayo de 2017       | Las Vegas        | Park Theater at Monte Carlo Resort & Casino   | 37,734 / 41,576   | $5,556,950  |
| 19 de mayo de 2017       | Las Vegas        | Park Theater at Monte Carlo Resort & Casino   | 37,734 / 41,576   | $5,556,950  |
| 20 de mayo de 2017       | Las Vegas        | Park Theater at Monte Carlo Resort & Casino   | 37,734 / 41,576   | $5,556,950  |
| Etapa 4                  |                  |                                               |                   |             |
| 2 de agosto de 2017      | Las Vegas        | Park Theater at Monte Carlo Resort & Casino   | 30,768 / 37,800   | $4,189,699  |
| 4 de agosto de 2017      | Las Vegas        | Park Theater at Monte Carlo Resort & Casino   | 30,768 / 37,800   | $4,189,699  |
| 5 de agosto de 2017      | Las Vegas        | Park Theater at Monte Carlo Resort & Casino   | 30,768 / 37,800   | $4,189,699  |
| 9 de agosto de 2017      | Las Vegas        | Park Theater at Monte Carlo Resort & Casino   | 30,768 / 37,800   | $4,189,699  |
| 11 de agosto de 2017     | Las Vegas        | Park Theater at Monte Carlo Resort & Casino   | 30,768 / 37,800   | $4,189,699  |
| 12 de agosto de 2017     | Las Vegas        | Park Theater at Monte Carlo Resort & Casino   | 30,768 / 37,800   | $4,189,699  |
| 16 de agosto de 2017     | Las Vegas        | Park Theater at Monte Carlo Resort & Casino   | 30,768 / 37,800   | $4,189,699  |
| 18 de agosto de 2017     | Las Vegas        | Park Theater at Monte Carlo Resort & Casino   | 30,768 / 37,800   | $4,189,699  |
| 19 de agosto de 2017     | Las Vegas        | Park Theater at Monte Carlo Resort & Casino   | 30,768 / 37,800   | $4,189,699  |
| Etapa 5                  |                  |                                               |                   |             |
| 31 de agosto de 2017     | Washington D. C. | The Theater at MGM National Harbor            | 14,560 / 15,622   | $2,752,025  |
| 2 de septiembre de 2017  | Washington D. C. | The Theater at MGM National Harbor            | 14,560 / 15,622   | $2,752,025  |
| 3 de septiembre de 2017  | Washington D. C. | The Theater at MGM National Harbor            | 14,560 / 15,622   | $2,752,025  |
| 7 de septiembre de 2017  | Washington D. C. | The Theater at MGM National Harbor            | 14,560 / 15,622   | $2,752,025  |
| 9 de septiembre de 2017  | Washington D. C. | The Theater at MGM National Harbor            | 14,560 / 15,622   | $2,752,025  |
| 10 de septiembre de 2017 | Washington D. C. | The Theater at MGM National Harbor            | 14,560 / 15,622   | $2,752,025  |
| Etapa 6                  |                  |                                               |                   |             |
| 8 de noviembre de 2017   | Las Vegas        | Park Theater at Monte Carlo Resort & Casino   | 30,995 / 35,362   | $4,871,555  |
| 10 de noviembre de 2017  | Las Vegas        | Park Theater at Monte Carlo Resort & Casino   | 30,995 / 35,362   | $4,871,555  |
| 11 de noviembre de 2017  | Las Vegas        | Park Theater at Monte Carlo Resort & Casino   | 30,995 / 35,362   | $4,871,555  |
| 15 de noviembre de 2017  | Las Vegas        | Park Theater at Monte Carlo Resort & Casino   | 30,995 / 35,362   | $4,871,555  |
| 17 de noviembre de 2017  | Las Vegas        | Park Theater at Monte Carlo Resort & Casino   | 30,995 / 35,362   | $4,871,555  |
| 18 de noviembre de 2017  | Las Vegas        | Park Theater at Monte Carlo Resort & Casino   | 30,995 / 35,362   | $4,871,555  |
| 21 de noviembre de 2017  | Las Vegas        | Park Theater at Monte Carlo Resort & Casino   | 30,995 / 35,362   | $4,871,555  |
| 24 de noviembre de 2017  | Las Vegas        | Park Theater at Monte Carlo Resort & Casino   | 30,995 / 35,362   | $4,871,555  |
| 25 de noviembre de 2017  | Las Vegas        | Park Theater at Monte Carlo Resort & Casino   | 30,995 / 35,362   | $4,871,555  |
| Etapa 7                  |                  |                                               |                   |             |
| 17 de enero de 2018      | Las Vegas        | Park Theater at Monte Carlo Resort and Casino | 20,165 / 21,305   | $3,355,191  |
| 19 de enero de 2018      | Las Vegas        | Park Theater at Monte Carlo Resort and Casino | 20,165 / 21,305   | $3,355,191  |
| 20 de enero de 2018      | Las Vegas        | Park Theater at Monte Carlo Resort and Casino | 20,165 / 21,305   | $3,355,191  |
| 24 de enero de 2018      | Las Vegas        | Park Theater at Monte Carlo Resort and Casino | 20,165 / 21,305   | $3,355,191  |
| 26 de enero de 2018      | Las Vegas        | Park Theater at Monte Carlo Resort and Casino | 20,165 / 21,305   | $3,355,191  |
| 27 de enero de 2018      | Las Vegas        | Park Theater at Monte Carlo Resort and Casino | 20,165 / 21,305   | $3,355,191  |
| 31 de enero de 2018      | Las Vegas        | Park Theater at Monte Carlo Resort and Casino | 20,165 / 21,305   | $3,355,191  |
| 2 de febrero de 2018     | Las Vegas        | Park Theater at Monte Carlo Resort and Casino | 20,165 / 21,305   | $3,355,191  |
| 3 de febrero de 2018     | Las Vegas        | Park Theater at Monte Carlo Resort and Casino | 20,165 / 21,305   | $3,355,191  |
| Etapa 8                  |                  |                                               |                   |             |
| 17 de febrero de 2018    | Washington D. C. | The Theater at MGM National Harbor            | 11,502 / 14,499   | $1,816,519  |
| 18 de febrero de 2018    | Washington D. C. | The Theater at MGM National Harbor            | 11,502 / 14,499   | $1,816,519  |
| 20 de febrero de 2018    | Washington D. C. | The Theater at MGM National Harbor            | 11,502 / 14,499   | $1,816,519  |
| 22 de febrero de 2018    | Washington D. C. | The Theater at MGM National Harbor            | 11,502 / 14,499   | $1,816,519  |
| 24 de febrero de 2018    | Washington D. C. | The Theater at MGM National Harbor            | 11,502 / 14,499   | $1,816,519  |
| 25 de febrero de 2018    | Washington D. C. | The Theater at MGM National Harbor            | 11,502 / 14,499   | $1,816,519  |
| Etapa 9                  |                  |                                               |                   |             |
| 2 de mayo de 2018        | Las Vegas        | Park Theater at Monte Carlo Resort and Casino | —                 | —           |
| 4 de mayo de 2018        | Las Vegas        | Park Theater at Monte Carlo Resort and Casino | —                 | —           |
| 5 de mayo de 2018        | Las Vegas        | Park Theater at Monte Carlo Resort and Casino | —                 | —           |
| 9 de mayo de 2018        | Las Vegas        | Park Theater at Monte Carlo Resort and Casino | —                 | —           |
| 12 de mayo de 2018       | Las Vegas        | Park Theater at Monte Carlo Resort and Casino | —                 | —           |
| 13 de mayo de 2018       | Las Vegas        | Park Theater at Monte Carlo Resort and Casino | —                 | —           |
| 16 de mayo de 2018       | Las Vegas        | Park Theater at Monte Carlo Resort and Casino | —                 | —           |
| 18 de mayo de 2018       | Las Vegas        | Park Theater at Monte Carlo Resort and Casino | —                 | —           |
| 19 de mayo de 2018       | Las Vegas        | Park Theater at Monte Carlo Resort and Casino | —                 | —           |
| Etapa 10                 |                  |                                               |                   |             |
| 4 de agosto de 2018      | Washington D. C. | The Theater at MGM National Harbor            | —                 | —           |
| 5 de agosto de 2018      | Washington D. C. | The Theater at MGM National Harbor            | —                 | —           |
| 7 de agosto de 2018      | Washington D. C. | The Theater at MGM National Harbor            | —                 | —           |
| 9 de agosto de 2018      | Washington D. C. | The Theater at MGM National Harbor            | —                 | —           |
| 11 de agosto de 2018     | Washington D. C. | The Theater at MGM National Harbor            | —                 | —           |
| 12 de agosto de 2018     | Washington D. C. | The Theater at MGM National Harbor            | —                 | —           |
| 17 de agosto de 2018     | Atlantic City    | Borgata Event Center                          | —                 | —           |
| 18 de agosto de 2018     | Atlantic City    | Borgata Event Center                          | —                 | —           |
| Etapa 11                 |                  |                                               |                   |             |
| 31 de octubre de 2018    | Las Vegas        | Park Theater at Monte Carlo Resort and Casino | —                 | —           |
| 2 de noviembre de 2018   | Las Vegas        | Park Theater at Monte Carlo Resort and Casino | —                 | —           |
| 3 de noviembre de 2018   | Las Vegas        | Park Theater at Monte Carlo Resort and Casino | —                 | —           |
| 7 de noviembre de 2018   | Las Vegas        | Park Theater at Monte Carlo Resort and Casino | —                 | —           |
| 9 de noviembre de 2018   | Las Vegas        | Park Theater at Monte Carlo Resort and Casino | —                 | —           |
| 10 de noviembre de 2018  | Las Vegas        | Park Theater at Monte Carlo Resort and Casino | —                 | —           |
| 14 de noviembre de 2018  | Las Vegas        | Park Theater at Monte Carlo Resort and Casino | —                 | —           |
| 16 de noviembre de 2018  | Las Vegas        | Park Theater at Monte Carlo Resort and Casino | —                 | —           |
| 17 de noviembre de 2018  | Las Vegas        | Park Theater at Monte Carlo Resort and Casino | —                 | —           |
| Etapa 12                 |                  |                                               |                   |             |
| 13 de marzo de 2019      | Las Vegas        | Park Theater                                  | —                 | —           |
| 15 de marzo de 2019      | Las Vegas        | Park Theater                                  | —                 | —           |
| 16 de marzo de 2019      | Las Vegas        | Park Theater                                  | —                 | —           |
| 20 de marzo de 2019      | Las Vegas        | Park Theater                                  | —                 | —           |
| 22 de marzo de 2019      | Las Vegas        | Park Theater                                  | —                 | —           |
| 23 de marzo de 2019      | Las Vegas        | Park Theater                                  | —                 | —           |
| 27 de marzo de 2019      | Las Vegas        | Park Theater                                  | —                 | —           |
| 29 de marzo de 2019      | Las Vegas        | Park Theater                                  | —                 | —           |
| 30 de marzo de 2019      | Las Vegas        | Park Theater                                  | —                 | —           |
| Etapa 13                 |                  |                                               |                   |             |
| 21 de agosto de 2019     | Las Vegas        | Park Theater                                  | -                 | -           |
| 23 de agosto de 2019     | Las Vegas        | Park Theater                                  | -                 | -           |
| 24 de agosto de 2019     | Las Vegas        | Park Theater                                  | -                 | -           |
| 28 de agosto de 2019     | Las Vegas        | Park Theater                                  | -                 | -           |
| 31 de agosto de 2019     | Las Vegas        | Park Theater                                  | -                 | -           |
| 1 de septiembre de 2019  | Las Vegas        | Park Theater                                  | -                 | -           |
| Total                    | Total            | Total                                         | 272,908 / 299,660 | $41,936,109 |

Fuente:

### Fechas canceladas
| Fecha                 | Ciudad    | Lugar                                       | Causa           |
| Etapa 1               | Etapa 1   | Etapa 1                                     | Etapa 1         |
| --------------------- | --------- | ------------------------------------------- | --------------- |
| 18 de febrero de 2017 | Las Vegas | Park Theater at Monte Carlo Resort & Casino | Infección viral |
| 19 de febrero de 2017 | Las Vegas | Park Theater at Monte Carlo Resort & Casino | Infección viral |